# Felipe González
Felipe González Márquez (Dos Hermanas, 5 marzo 1942) è un politico e avvocato spagnolo, Presidente del Governo di Spagna dal 2 dicembre 1982 al 5 maggio 1996 e segretario generale del PSOE dal 1974 al 1997.
Nel 1964 si unì al Partito Socialista Operaio Spagnolo, durante la clandestinità di questi. L'anno seguente termina gli studi di giurisprudenza presso l'Università di Siviglia. Nel Congresso di Suresnes del 1974 del rinnovato PSOE (divisione del PSOE diretto da Rodolfo Llopis), Felipe González viene scelto come suo segretario generale. Già in democrazia, ebbe il suo primo ruolo come deputato nel 1977, essendo il candidato del PSOE per la Presidenza del governo nel 1977 e nel 1979.
Dopo che il PSOE ottenne la maggioranza assoluta nelle elezioni del 1982, fu investito presidente del governo. Il suo periodo di tredici anni e mezzo è stato il periodo più lungo per un capo del governo in democrazia in Spagna. Sotto la sua direzione il PSOE ottenne due maggioranze consecutive assolute: nel 1982, con 202 deputati al Congresso e nel 1986 con 184 deputati; inoltre, nel 1989 ottenne 175 deputati, esattamente la metà di quelli che compongono l'emiciclo. Nel 1993 ha perso la maggioranza assoluta, ottenendo 159 deputati. Dopo questo risultato, il PSOE ha concordato con Convergenza e Unione la formazione di un governo. Nel 1996, il PSOE perse le elezioni nelle quali ottenne 141 deputati contro 156 del vincitore, il Partito Popolare. È stato eletto deputato per l'ultima volta nel 2000, anno in cui ha corso alle elezioni nella lista del PSOE per il distretto elettorale di Siviglia.

## Biografia

### Gli inizi

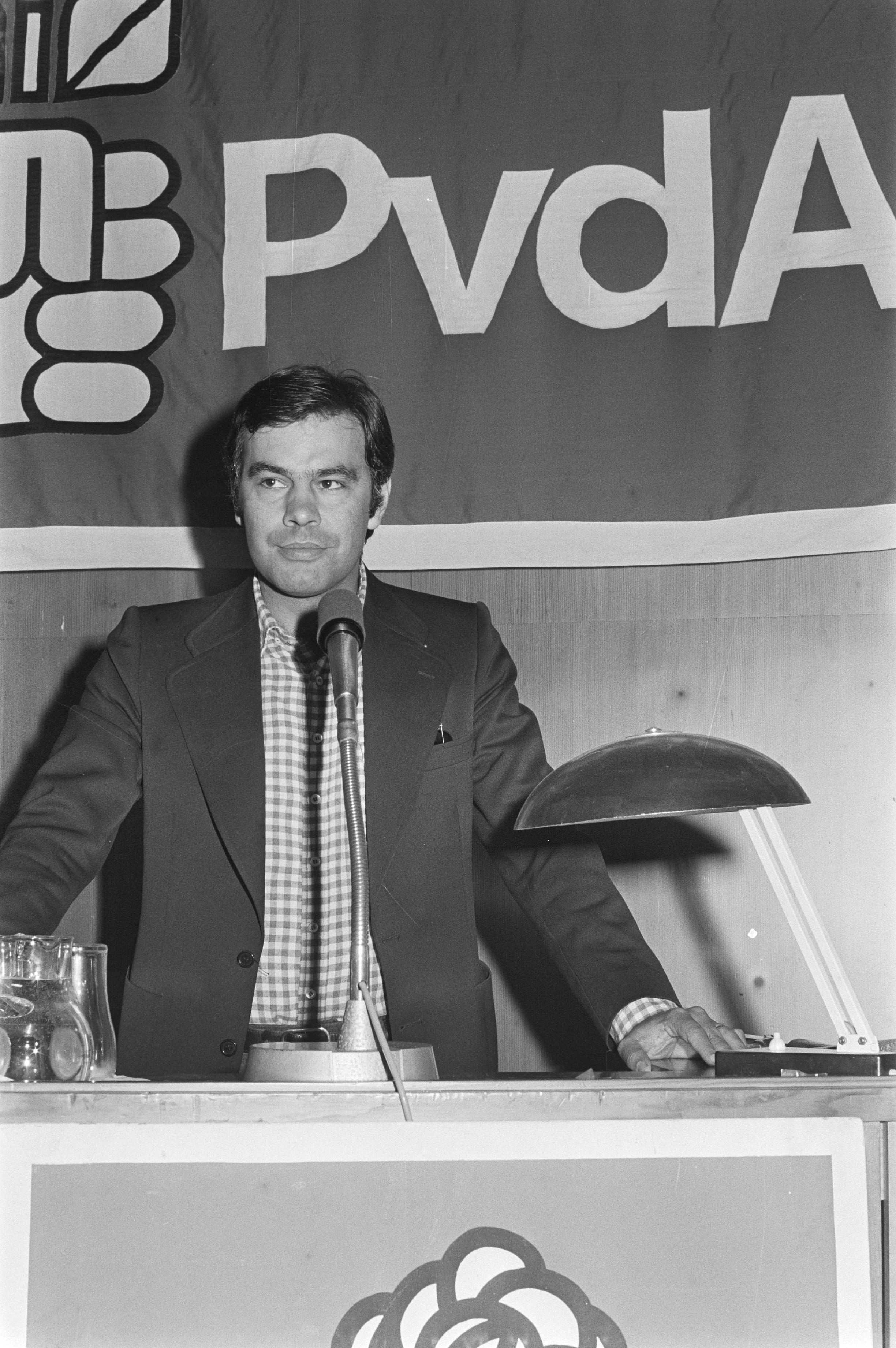
Felipe González nel 1976

Laureato in giurisprudenza all'Università di Siviglia, iniziò qui la sua attività lavorativa come avvocato del lavoro. Entrò nel Partito Socialista Operaio Spagnolo nel 1963, con il nome di Isidoro. Fu leader del PSOE dagli anni settanta, a partire dal congresso di Suresnes (Francia) dell'ottobre del 1974, dove fu eletto segretario generale del partito sostituendo Rodolfo Llopis, che lasciò il partito. Sotto la sua guida il PSOE abbandonò la linea marxista, spostandosi su posizioni socialdemocratiche.
Dopo le elezioni democratiche del 1977 divenne deputato al Parlamento (Cortes Generales) assumendo la guida del partito di minoranza, all'opposizione. Fu ancora all'opposizione anche dopo le successive elezioni del 1979, ma con un numero accresciuto di deputati (121 su un totale di 350).

### Il periodo di governo

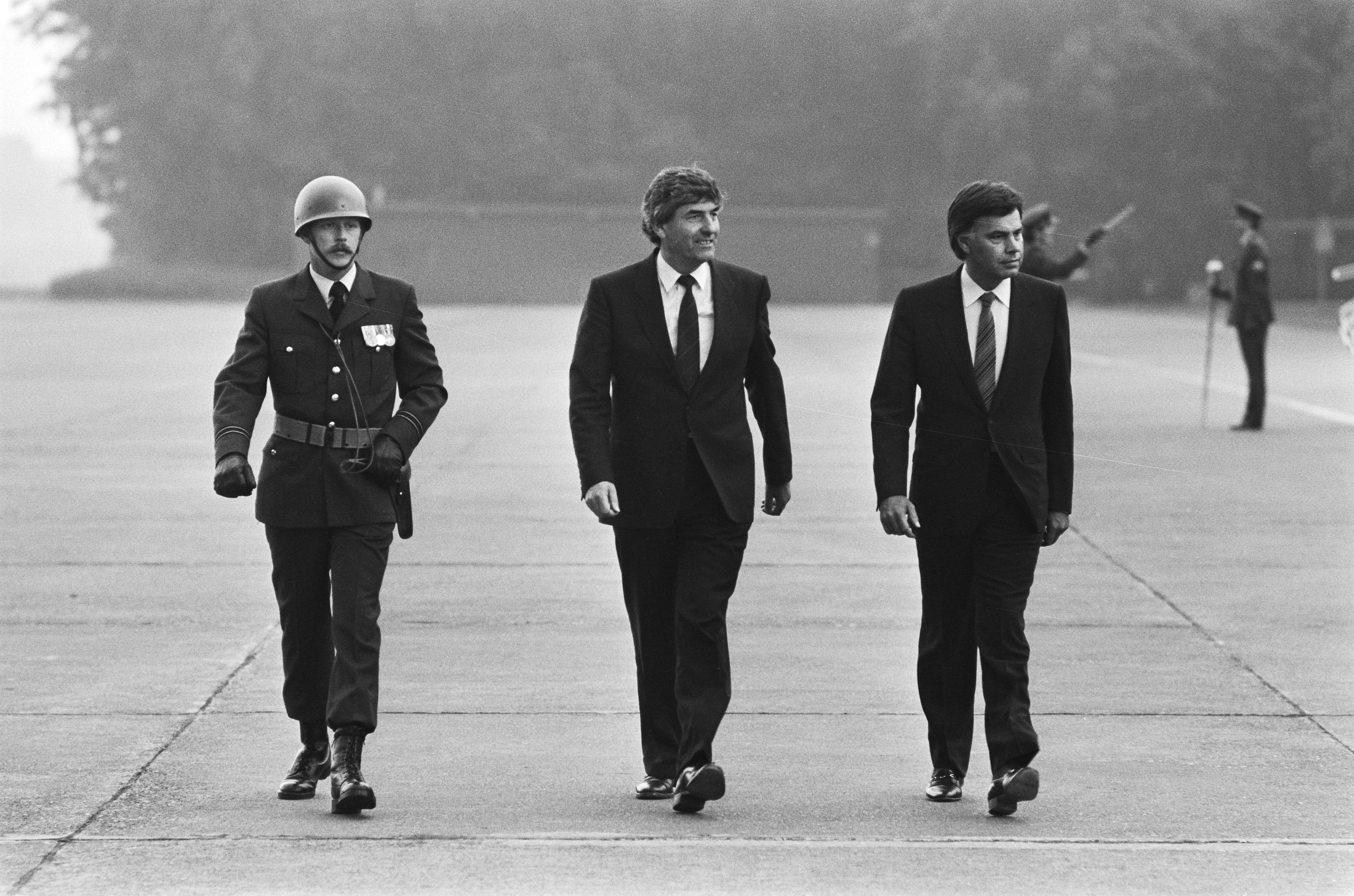
Felipe González (a destra) arriva all'Aeroporto di Ypenburg con Ruud Lubbers, Primo ministro dei Paesi Bassi, 1985

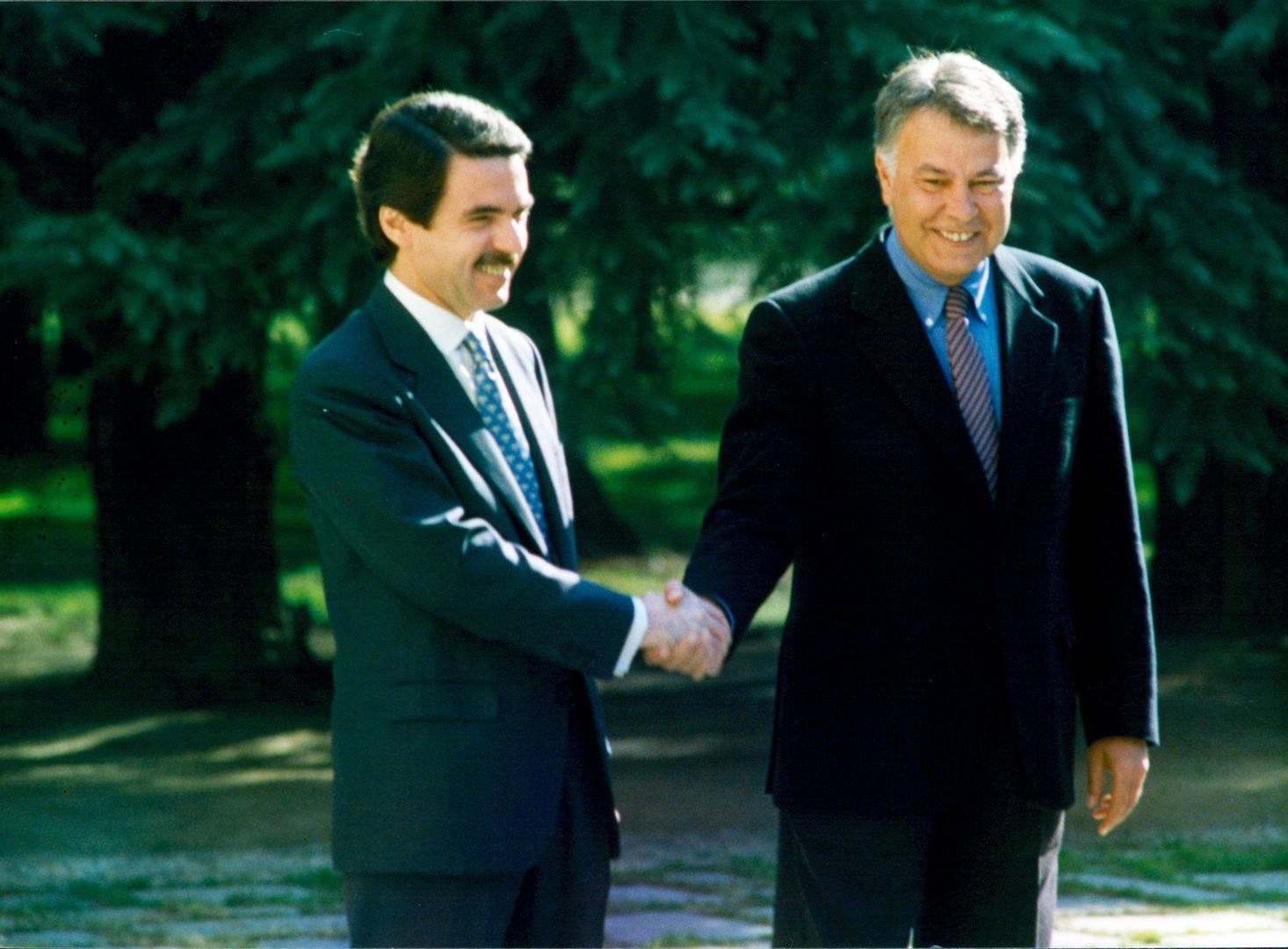
Felipe González riceve il leader del Partito Popolare spagnolo José María Aznar il 12 marzo 1996

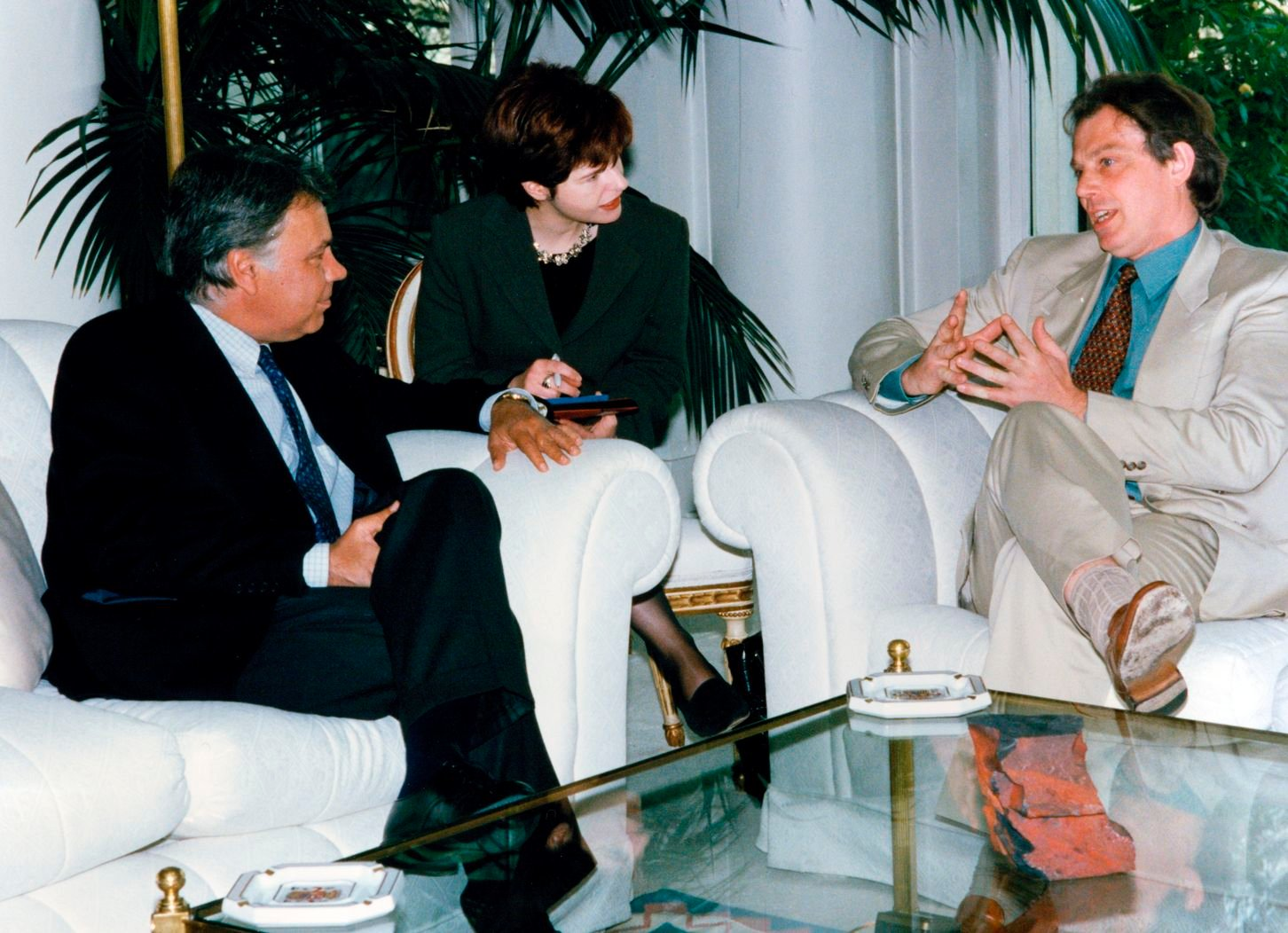
Felipe González riceve il leader del Partito Laburista britannico Tony Blair il 9 aprile 1996

Solo dopo la storica vittoria elettorale del 28 ottobre del 1982, con il 48,11% dei voti e 202 deputati, fu eletto Presidente del Governo spagnolo. Riuscì a mantenersi al governo vincendo le elezioni nel 1986 e nel 1989, con maggioranza assoluta, e nel 1993 con maggioranza relativa. Il nuovo governo socialista dovette affrontare una serie di riforme in campo economico e sociale.

#### Politiche sociali
In campo sociale il governo approvò, già dal dicembre 1982, la regolamentazione dell'orario settimanale a quaranta ore. Agli inizi del 1983 venne depenalizzato l'aborto. Nel corso del 1984 il Congresso approvò la legge sulle libertà sindacali e dell'obiezione di coscienza. Vennero anche approvate leggi organiche sulla scuola e la sanità.
L'applicazione del diritto costituzionale all'educazione guidò il compito del governo. Nell'istruzione universitaria, la legge sulla riforma universitaria del 1983 concesse autonomia di gestione alle università, facilitò la creazione di atenei privati ed accrebbe il numero di matricole, grazie all'immatricolazione quasi gratuita e ad un'ampia politica di borse di studio.
Nell'istruzione primaria e secondaria, venne garantita la scolarizzazione obbligatoria per tutta la popolazione di età inferiore ai 14 anni a partire dal 1985 ed ai 16 anni dopo l'entrata in vigore della LOGSE nel 1990. Il governo creò un sistema d'istruzione in tre percorsi: educazione pubblica, educazione privata e scuole concertate, la cui gestione ricade sotto un'impresa o organizzazione privata ma il costo degli studenti viene sostenuto dallo Stato, in modo da offrire così il maggior tasso di scolarizzazione possibile.

#### Politiche economiche
La crisi economica, iniziata in parte a causa di fattori interni ed esterni, come la crisi energetica del 1973, riacutizzatasi nel 1979, aveva creato una situazione di recessione industriale, con fabbriche o macchinari obsoleti e settori industriali deficitarii. Per il lavoratore comportava la disoccupazione, fino al 20% nel 1985, e l'aumento continuo dei prezzi, fino al 25% annuo di inflazione.
In campo economico venne approvato, alla fine del 1983, il decreto-legge sulla riconversione industriale e venne sottoscritto il Piano Energetico Nazionale. La riconversione industriale venne applicata all'industria navale, alla siderurgia ed all'industria tessile, settori tecnologicamente danneggiati, geograficamente mal ubicati e non competitivi rispetto ai prodotti europei ed asiatici. In un primo momento, l'accordo incrementò la chiusura di fabbriche ed il licenziamento dei lavoratori, aumentando il malcontento sociale contro un governo socialista che si comportava, almeno inizialmente, contro gli interessi della classe operaia.
La riforma fiscale perseguì l'economia sommersa ed il denaro nero, creò l'Imposta sul Valore Aggiunto (IVA) comune al resto dei paesi europei ed aumentò la pressione fiscale sulle rendite da lavoro e da capitale, con il fine di ottenere più risorse e sanare lo Stato. Per controllare l'inflazione, il governo ridusse la circolazione di capitale, con alti tipi d'interesse bancario e moderò la crescita sociale. Questo malconento sfociò, il 14 dicembre 1988, e contro il governo del PSOE, in uno sciopero generale, al quale partecipò la stragrande maggioranza dei lavoratori, indetto dai due principali sindacati, UGT e CCOO.

#### Politiche sulle infrastrutture
La necessità di ammodernamento delle infrastrutture obsolete costrinse il governo a una spesa pubblica smisurata. Dal 1985, la rete stradale migliorò con il raddoppio della lunghezza delle strade, più di 7.000 Km. La ferrovia si sviluppò con servizi più moderni ed efficienti e con la scommessa della linea di Alta Velocità Spagnola (AVE) tra Siviglia e Madrid, con progetti per estenderla in futuro a Barcellona, Valencia, Alicante e Murcia. Fu inoltre aperto il mercato televisivo nazionale, prima alla televisioni locali (che interpretando una legge formeranno il consorzio FORTA), poi nel 1989 a 3 emittenti nazionali: Antena 3, Telecinco, Canal+.
Nel 1993 si confrontò con José María Aznar, leader del Partito Popolare, nei primi faccia a faccia televisivi in Spagna.

#### Politica estera
In politica estera González fece indire un referendum sulla permanenza della Spagna nella NATO. Il referendum si celebrò nel 1986; i "si" furono il 52% dei votanti, mentre i "no" il 38%. Il 12 giugno la Spagna firmò il trattato di adesione alla Comunità Economica Europea di cui divenne membro effettivo, assieme al Portogallo, dal 1º gennaio 1986. Sempre sotto la presidenza di Gonzalez si celebrarono le Olimpiadi di Barcellona (1992) e l'Esposizione Universale di Siviglia (1992), eventi che confermarono la modernità e stabilità della democrazia spagnola post-franchista agli occhi del mondo.

### Il declino

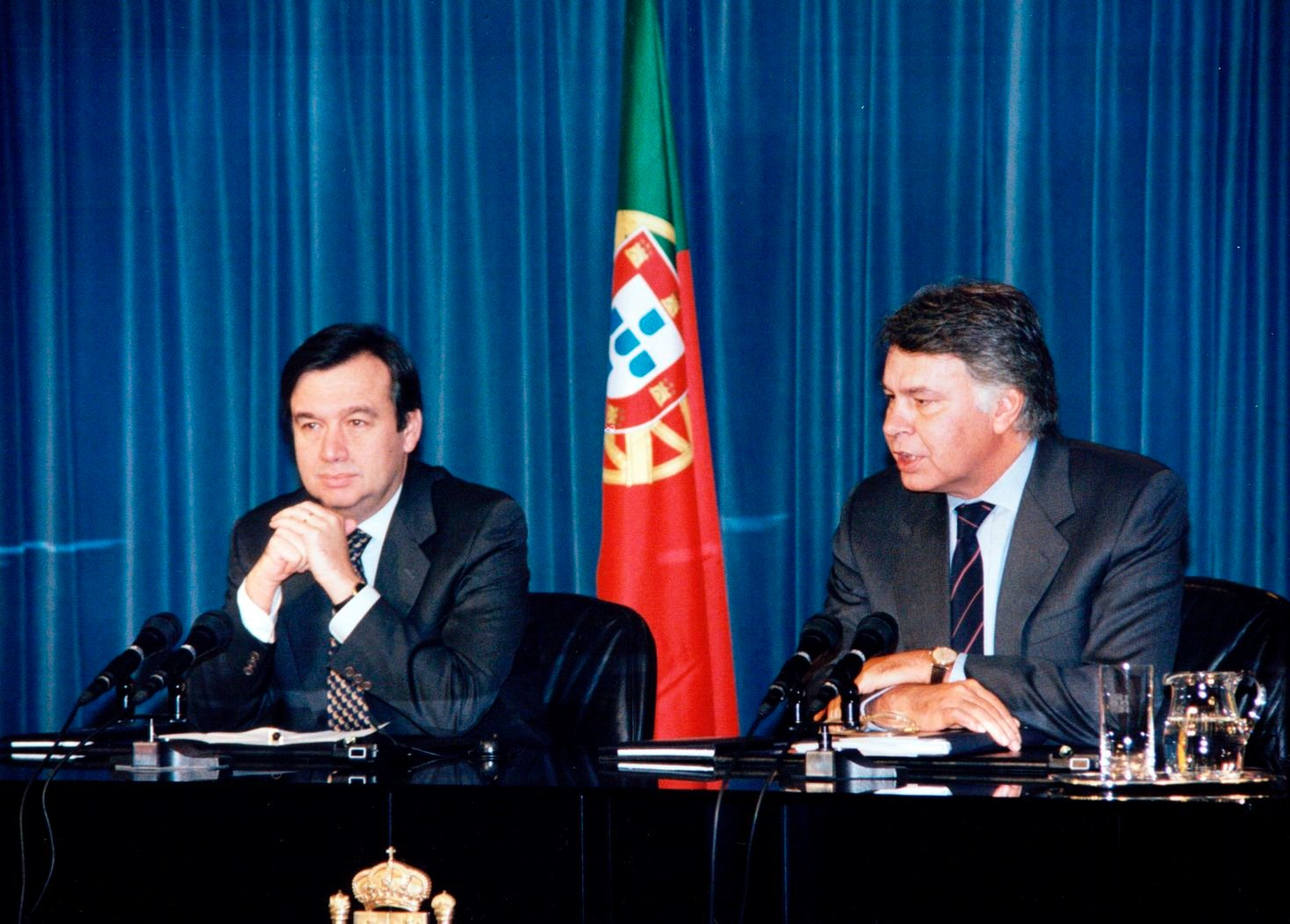
Conferenza stampa al Palazzo della Moncloa con António Guterres nel gennaio 1996

González, sotto il peso di alcuni scandali legati alla corruzione e di cattivi risultati economici, perse infine le elezioni del 1996, con uno stretto margine, a favore del Partito Popolare di Aznar. Nel 34º Congresso del partito, celebrato a Madrid fra il 20 e il 22 giugno del 1997, si dimise a sorpresa e fu sostituito alla segreteria generale del PSOE da Joaquín Almunia.
Fu deputato nella circoscrizione di Madrid fino alle elezioni del 2000, nelle quali si presentò a Siviglia. Rinunciò a presentarsi nelle elezioni del 2004, dove finalmente il PSOE di Zapatero riconquistò la maggioranza di governo. Attualmente è quasi ritirato dalla politica attiva, presiede la Fondazione Progreso Global ed è presidente d'onore della Fondazione Tomás Meabe. Fa parte del Comitato federale e del Consiglio di politica internazionale del PSOE. È stato membro del Consiglio di stato spagnolo.

### Dopo la presidenza

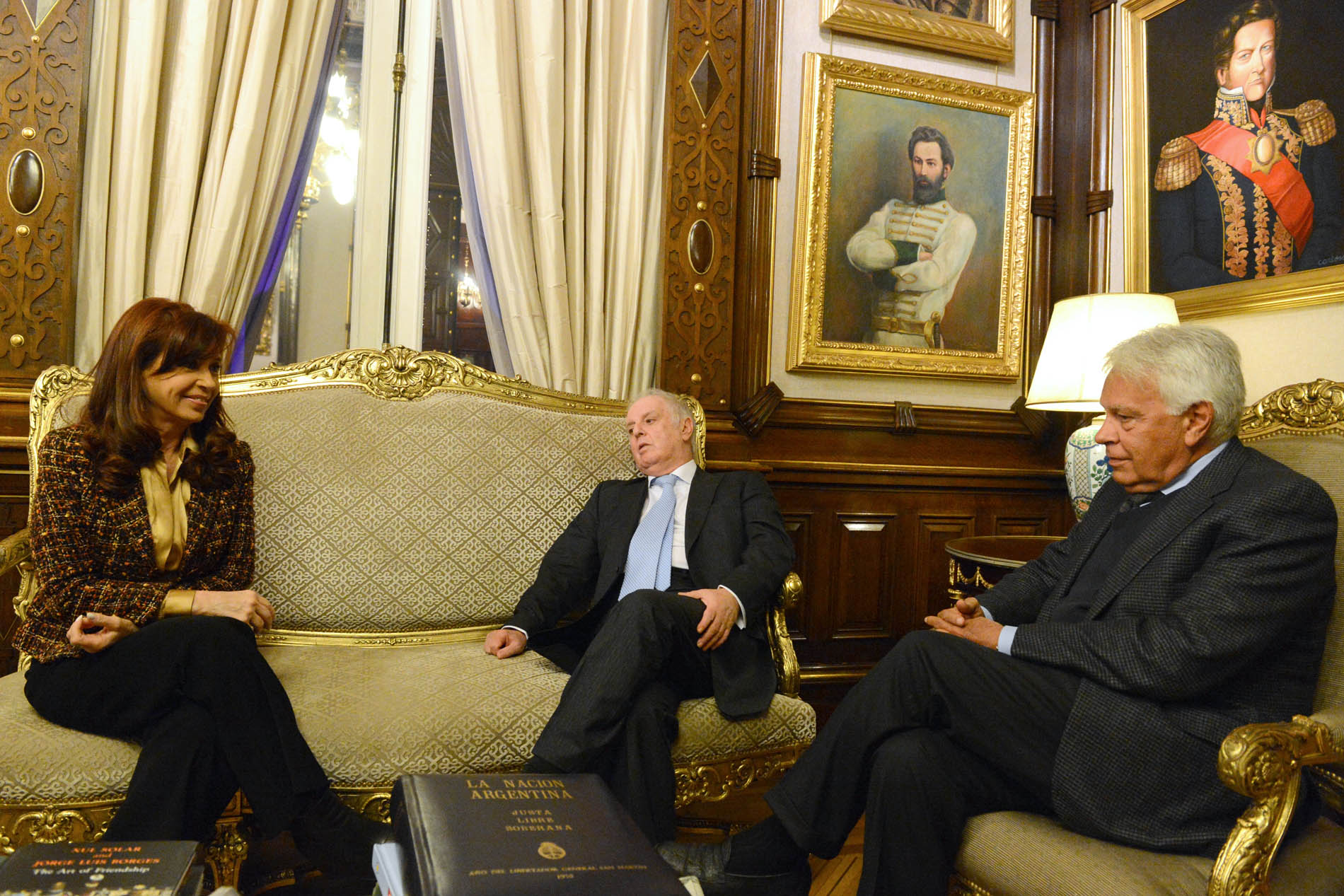
La presidente argentina Cristina Fernández de Kirchner riceve Daniel Barenboim e l'ex leader del PSOE Felipe González

È diventato il "lobbista" dell'uomo d'affari messicano Carlos Slim ed è membro del consiglio di amministrazione della multinazionale Gas Natural. Rimane coinvolto nella politica, consigliando, tra gli altri, Henrique Capriles, uno dei leader dell'opposizione venezuelana.
Durante le proteste in Spagna del 2011, iniziate il 15 maggio dello stesso anno, l'ex Presidente del Governo, Felipe González, paragonò le proteste, che considerava "un fenomeno eccezionalmente importante", con quelli della Primavera araba, sottolineando che "nel mondo arabo essi chiedevano il diritto di votare, mentre qui essi stanno dicendo che votare è inutile".
È proprietario di una masseria di 120 ettari valutata 1 milione di euro in provincia di Cáceres. Nel 2014 riceve la nazionalità colombiana, essendo un amico del presidente Juan Manuel Santos.
Nel 2016, si oppone a Pedro Sánchez, il segretario generale del PSOE (licenziato dai dirigenti del partito) e sostiene la riconferma del governo conservatore di Mariano Rajoy per evitare una crisi politica.

## Attività internazionale
Poco dopo l'abbandono della guida dell'Esecutivo spagnolo, presiedette una delegazione dell'OSCE, la quale, al termine di una missione di monitoraggio elettorale nel gennaio 1997 a Belgrado, aveva convalidato il successo dell'opposizione in 14 delle 18 maggiori città della Jugoslavia di Slobodan Milošević.
Il 27 luglio 2007 fu nominato plenipotenziario ed ambasciatore straordinario dal governo spagnolo per le celebrazioni del bicentenario dell'indipendenza dell'America latina, che ebbero inizio in Messico nel settembre 2010.
A Bruxelles il 14 dicembre 2007 il Consiglio europeo lo nominò alla guida di un gruppo di lavoro sul futuro dell'Europa, incaricato di redigere il suo rapporto entro la fine della primavera 2010.

## Famiglia
Durante gli anni di studio incontra Carmen Romero con la quale si sposerà il 16 luglio 1969, nel monastero di Loreto (Siviglia). Dal matrimonio nasceranno tre figli: Pablo, David e María. La loro unione terminerà il 24 novembre 2008 con un pubblico annuncio da parte dei media di una sua relazione con María del Mar García Vaquero.
Sua moglie è stata nominata nello scandalo dei Panama Papers nel 2016.

## Pubblicazioni
- Un discurso ético, 1982.
- El Socialismo, 1997.
- El futuro no es lo que era (coautore Juan Luis Cebrián), 2001.
- Memorias del futuro, 2003.
- Mi idea de Europa, 2011.